# العلاقات المغربية السيشلية
العلاقات المغربية السيشلية هي العلاقات الثنائية التي تجمع بين المغرب وسيشل.

## مقارنة بين البلدين
هذه مقارنة عامة ومرجعية للدولتين:
| وجه المقارنة                                              | المغرب                                 | سيشل                                                |
| --------------------------------------------------------- | -------------------------------------- | --------------------------------------------------- |
| المساحة (كم2)                                             | 710.85 ألف                             | 459                                                 |
| عدد السكان (نسمة)                                         | 36.07 مليون                            | 95.84 ألف                                           |
| الكثافة السكانية (ن./كم²)                                 | 50.74                                  | 20.88 ألف                                           |
| العاصمة                                                   | الرباط                                 | فيكتوريا                                            |
| اللغة الرسمية                                             | اللغة العربية، أمازيغية معيارية مغربية | لغة فرنسية، لغة إنجليزية، اللغة الكريولية السيشيلية |
| العملة                                                    | درهم مغربي                             | روبية سيشلية                                        |
| الناتج المحلي الإجمالي (بليون دولار)                      | 109.14 مليار                           | 1.49 مليار                                          |
| الناتج المحلي الإجمالي (تعادل القوة الشرائية) بليون دولار | 274.06 مليار                           | 2.54 مليار                                          |
| الناتج المحلي الإجمالي الاسمي للفرد دولار أمريكي          | 2.88 ألف                               | 15.48 ألف                                           |
| الناتج المحلي الإجمالي للفرد دولار أمريكي                 | 7.49 ألف                               | 26.42 ألف                                           |
| مؤشر التنمية البشرية                                      | 0.628                                  | 0.772                                               |
| رمز المكالمات الدولي                                      | +212                                   | +248                                                |
| رمز الإنترنت                                              | .ma                                    | .sc                                                 |
| المنطقة الزمنية                                           | ت ع م+01:00                            | ت ع م+04:00                                         |

## منظمات دولية مشتركة
يشترك البلدان في عضوية مجموعة من المنظمات الدولية، منها:
| علم المنظمة | اسم المنظمة                               | تاريخ انضمام المغرب | تاريخ انضمام سيشل |
| ----------- | ----------------------------------------- | ------------------- | ----------------- |
|             | يونسكو                                    | 7 نوفمبر 1956       | 18 أكتوبر 1976    |
|             | وكالة ضمان الاستثمار متعدد الأطراف        | 17 سبتمبر 1992      | 15 سبتمبر 1992    |
|             | الأمم المتحدة                             | 12 نوفمبر 1956      | 21 سبتمبر 1976    |
|             | الفريق المعني برصد الأرض                  | ?                   | ?                 |
|             | الاتحاد البريدي العالمي                   | ?                   | ?                 |
|             | البنك الدولي للإنشاء والتعمير             | 25 أبريل 1958       | 29 سبتمبر 1980    |
|             | الاتحاد الدولي للاتصالات                  | 1 نوفمبر 1956       | 17 سبتمبر 1999    |
|             | منظمة حظر الأسلحة الكيميائية              | ?                   | 29 أبريل 1997     |
|             | مؤسسة التمويل الدولية                     | 30 أغسطس 1962       | 11 يونيو 1981     |
|             | المركز الدولي لتسوية المنازعات الاستشارية | 10 يونيو 1967       | 19 أبريل 1978     |
|             | منظمة الشرطة الجنائية الدولية             | ?                   | 1 سبتمبر 1977     |
|             | الاتحاد الأفريقي                          | ?                   | ?                 |
|             | البنك الإفريقي للتنمية                    | ?                   | ?                 |

## وصلات خارجية
- موقع وزارة الخارجية المغربية
- موقع وزارة الخارجية السيشلية